# Molekularna fizika
Molekularna fizika je polje fizike koje se bavi istraživanjem fizičkih osobina kod molekula i kemijskih veza između atoma koji povezuju molekule.
Najvažnije eksperimentalne metode molekularne fizike su različiti oblici spektoskopije. Ova oblast je naročito povezana s atomskom fizikom, a poklapa se i s teoretskom kemijom, fizikalnom kemijom i kemijskom fizikom.
Atomi mogu imati različite elektronske energetske nivoe, a molekule mogu također rotirati i vibrirati. Ove rotacije i vibracije su također kvantne prirode i imaju različite diskretne vrijednosti. Razlike u energiji su najmanje između rotacijskih energetskih nivoa, i mogu se vidjeti u spektru valnih duljina infracrvenog zračenja (oko 30–150 µm). Vibrirajući spektar je prisutan u kratkovalnom infracrvenom području (oko 1–5 µm) dok spektar elektronskih prijelaza se najčešće nalazi u vidljivoj svjetlosti i ultraljubičastom zračenju. Mjerenjem rotirajućeg i vibracijskog spektra grupe molekula, mogu se izračunati osobine molekula, kao i udaljenost između atomskih jezgri ali i krutost kemijske veze. 
Važan aspekt molekularne fizike je teorija da se atomske orbitale u atomskoj fizici mogu nadograditi na molekulske orbitale u molekularnoj fizici.